# Campionato italiano di hockey su ghiaccio 1982-1983
Il Campionato italiano di hockey su ghiaccio 1982-83 è stata la 49ª edizione della manifestazione.

## Serie A

### Formula
Venne giocata in due fasi: un primo girone, seguito da una poule scudetto, con le prime sei squadre classificate al termine del girone di qualificazione a giocare per il titolo.

### Formazioni
Le squadre iscritte alla massima serie erano le stesse nove iscritte l'anno precedente: Alleghe HC, Asiago Hockey AS, HC Bolzano, HC Brunico, SG Cortina, HC Gardena, HC Merano, HC Valpellice e AS Mastini Varese

### Campionato

#### Girone finale
Al girone finale hanno avuto accesso le prime sei squadre del girone di qualificazione. Le compagini si portavano in dote i punti realizzati negli scontri diretti della prima fase.
 L'Hockey Club Bolzano vince il suo settimo scudetto.

Formazione Campione d'Italia: John Bellio – Bruno Bertiè – Ron Chipperfield – Hubert Gasser – Norbert Gasser – Manfred Gatscher – Marco Janeselli – Bernhard Mair – Michael Mair – Ludovico Migliore – Robert Oberrauch – Gino Pasqualotto – Martin Pavlu – Luciano Sbironi – Herbert Strohmair – Giorgio Tigliani – Moreno Trisorio.

Allenatore: Jaroslav Pavlu.

### Classifica marcatori
1. Ron Chipperfield, HC Bolzano 136 (78+58)
2. Kim Gellert, AS Mastini Varese 116 (56+60)
3. Cary Farelli, AS Mastini Varese 114 (41+73)